# 2019년 퍼시픽 리그 클라이맥스 시리즈
2019년 퍼시픽 리그 클라이맥스 시리즈(일본어: 2019年のパシフィック・リーグクライマックスシリーズ, 영어: 2019 Pacific League Climax Series)는 2019년 10월에 개최된 일본 프로 야구 퍼시픽 리그의 클라이맥스 시리즈 경기이다. 전년도에 이어 퍼솔 홀딩스가 메인 스폰서를 맡으면서 ‘2019 퍼솔 클라이맥스 시리즈 퍼시픽’(2019 パーソル クライマックスシリーズ パ)이라는 이름으로 개최됐다.

## 개요
이 대회는 SMBC 일본 시리즈 2019 출전권을 내건 플레이오프 토너먼트이다.

### 퍼스트 스테이지
2019년도 정규 시즌 2위 팀인 후쿠오카 소프트뱅크 호크스와 3위 팀인 도호쿠 라쿠텐 골든이글스가 3전 2선승제로 치렀고, 승리팀인 소프트뱅크는 파이널 스테이지에 진출했다. 후쿠오카 야후오쿠! 돔에서의 개최는 6년 연속 8번째이며 6년 연속 개최는 처음이다.
- 일시 : 10월 5일부터 10월 7일
- 구장 : 후쿠오카 야후오쿠! 돔
- 경기 개시 시간 :[1]
  - 10월 5일(1차전)·10월 6일(2차전) 13:00
  - 10월 7일(3차전) 18:00

### 파이널 스테이지
2019년도 정규 시즌 시즌 1위 팀인 사이타마 세이부 라이온스(어드밴티지 1승이 미리 주어진다)와 퍼스트 스테이지 승리팀인 후쿠오카 소프트뱅크 호크스와 6전 4선승제로 치렀고, 승리팀인 소프트뱅크는 SMBC 일본 시리즈 2019의 출전권을 얻었다. 메트라이프 돔에서의 개최는 3년 연속 7번째이다.
또한 10월 12일은 태풍 19호 접근의 영향으로 관객의 안전을 고려해서 취소하기로 결정했다.
- 일시 : 10월 9일부터 10월 13일
- 구장 : 메트라이프 돔
- 경기 개시 시간 :[2]
  - 10월 9일(1차전)·10월 10일(2차전)·10월 11일(3차전) : 18:00
  - 10월 13일(4차전) : 14:00

## 클라이맥스 시리즈 참가 팀 및 감독
| 팀 순위       | 소속                       | 감독            | 정규시즌 성적 |
| ------------- | -------------------------- | --------------- | ------------- |
| 정규 리그 1위 | 사이타마 세이부 라이온스   | 쓰지 하쓰히코   | 80승 1무 62패 |
| 정규 리그 2위 | 후쿠오카 소프트뱅크 호크스 | 구도 기미야스   | 76승 5무 62패 |
| 정규 리그 3위 | 도호쿠 라쿠텐 골든이글스   | 히라이시 요스케 | 71승 4무 68패 |

### 대진표
|  | 퍼스트 스테이지(준결승) | 퍼스트 스테이지(준결승) |                                     |       | 파이널 스테이지(결승) | 파이널 스테이지(결승) |
|  |                         |                         |                                     |       |                       |                       |
|  |                         |                         |                                     |       |                       |                       |
|  |                         |                         |                                     |       |                       |                       |
|  |                         |                         |                                     |       |                       |                       |
|  |                         |                         | (6전 4선승제) 메트라이프 돔         |       |                       |                       |
|  |                         |                         |                                     |       |                       |                       |
|  | 세이부(PL 우승)         | ☆●●●●                   |                                     |       |                       |                       |
|  | 세이부(PL 우승)         | ☆●●●●                   | (3전 2선승제) 후쿠오카 야후오쿠! 돔 |       |                       |                       |
|  |                         |                         | 소프트뱅크                          | ★○○○○ |                       |                       |
|  | 소프트뱅크(PL 2위)      | ●○○                     | 소프트뱅크                          | ★○○○○ |                       |                       |
|  | 소프트뱅크(PL 2위)      | ●○○                     |                                     |       |                       |                       |
|  | 라쿠텐(PL 3위)          | ○●●                     |                                     |       |                       |                       |
|  | 라쿠텐(PL 3위)          | ○●●                     |                                     |       |                       |                       |
|  |                         |                         |                                     |       |                       |                       |
|  |                         |                         |                                     |       |                       |                       |
|  |                         |                         |                                     |       |                       |                       |
|  |                         |                         |                                     |       |                       |                       |

- ☆·★ = 파이널 스테이지 어드밴티지 부여에 따라 우선 승패를 나눠 가져감.

## 경기 일정

### 퍼스트 스테이지
- 1차전 : 10월 5일
- 2차전 : 10월 6일
- 3차전 : 10월 7일

### 파이널 스테이지
- 1차전 : 10월 9일
- 2차전 : 10월 10일
- 3차전 : 10월 11일
- 4차전 : 10월 13일

## 경기 결과

### 퍼스트 스테이지

#### 경기 기록
| 일시                               | 경기  | 원정팀(선공)             | 스코어 | 홈팀(후공)                 | 개최 구장             |
| ---------------------------------- | ----- | ------------------------ | ------ | -------------------------- | --------------------- |
| 10월 5일(토)                       | 1차전 | 도호쿠 라쿠텐 골든이글스 | 5 - 3  | 후쿠오카 소프트뱅크 호크스 | 후쿠오카 야후오쿠! 돔 |
| 10월 6일(일)                       | 2차전 | 도호쿠 라쿠텐 골든이글스 | 4 - 6  | 후쿠오카 소프트뱅크 호크스 | 후쿠오카 야후오쿠! 돔 |
| 10월 7일(월)                       | 3차전 | 도호쿠 라쿠텐 골든이글스 | 1 - 2  | 후쿠오카 소프트뱅크 호크스 | 후쿠오카 야후오쿠! 돔 |
| 승리팀: 후쿠오카 소프트뱅크 호크스 |       |                          |        |                            |                       |

#### 1차전
- 10월 5일 - 후쿠오카 야후오쿠! 돔

| 팀 | 1 | 2 | 3 | 4 | 5 | 6 | 7 | 8 | 9 | R | H | E |
| 라쿠텐 | 1 | 0 | 1 | 0 | 1 | 0 | 1 | 0 | 1 | 5 | 8 | 0 |
| 소프트뱅크 | 1 | 2 | 0 | 0 | 0 | 0 | 0 | 0 | 0 | 3 | 6 | 1 |
| 승리 투수: 노리모토 다카히로(1-0) 패전 투수: 센가 고다이(0-1) 세이브: 마쓰이 유키(1S) 홈런: 라쿠텐 – 아사무라 히데토(1회 1점, 5회 1점), 오코에 루이(3회 1점), 모기 에이고로(7회 1점) 소프트뱅크 – 이마미야 겐타(1회 1점), 우치카와 세이이치(2회 2점) |   |   |   |   |   |   |   |   |   |   |   |   |

#### 2차전
- 10월 6일 - 후쿠오카 야후오쿠! 돔

| 팀 | 1 | 2 | 3 | 4 | 5 | 6 | 7 | 8 | 9 | R | H  | E |
| 라쿠텐 | 1 | 0 | 1 | 2 | 0 | 0 | 0 | 0 | 0 | 4 | 7  | 0 |
| 소프트뱅크 | 1 | 0 | 3 | 1 | 1 | 0 | 0 | 0 | X | 6 | 12 | 0 |
| 승리 투수: 가야마 신야(1-0) 패전 투수: 미마 마나부(0-1) 세이브: 모리 유이토(1S) 홈런: 라쿠텐 – 아사무라 히데토(3회 1점) 소프트뱅크 – 야나기타 유키(1회 1점), 알프레도 데스파이그네(3회 2점), 후쿠다 슈헤이(4회 1점) |   |   |   |   |   |   |   |   |   |   |    |   |

#### 3차전
- 10월 7일 - 후쿠오카 야후오쿠! 돔

| 팀 | 1 | 2 | 3 | 4 | 5 | 6 | 7 | 8 | 9 | R | H | E |
| 라쿠텐 | 0 | 0 | 0 | 1 | 0 | 0 | 0 | 0 | 0 | 1 | 3 | 0 |
| 소프트뱅크 | 0 | 0 | 0 | 1 | 0 | 0 | 1 | 0 | X | 2 | 6 | 0 |
| 승리 투수: 가이노 히로시(1-0) 패전 투수: 쑹자하오(0-1) 세이브: 모리 유이토(2S) 홈런: 라쿠텐 – 아사무라 히데토(4회 1점) 소프트뱅크 – 우치카와 세이이치(7회 1점) |   |   |   |   |   |   |   |   |   |   |   |   |

### 파이널 스테이지

#### 경기 기록
| 일시                               | 경기                       | 원정팀(선공)               | 스코어                     | 홈팀(후공)                 | 개최 구장     |
| ---------------------------------- | -------------------------- | -------------------------- | -------------------------- | -------------------------- | ------------- |
| 어드밴티지                         | 어드밴티지                 | 후쿠오카 소프트뱅크 호크스 |                            | 사이타마 세이부 라이온스   |               |
| 10월 9일(수)                       | 1차전                      | 후쿠오카 소프트뱅크 호크스 | 8 - 4                      | 사이타마 세이부 라이온스   | 메트라이프 돔 |
| 10월 10일(목)                      | 2차전                      | 후쿠오카 소프트뱅크 호크스 | 8 - 6                      | 사이타마 세이부 라이온스   | 메트라이프 돔 |
| 10월 11일(금)                      | 3차전                      | 후쿠오카 소프트뱅크 호크스 | 7 - 0                      | 사이타마 세이부 라이온스   | 메트라이프 돔 |
| 10월 12일(토)                      | 태풍 19호 북상에 의한 취소 | 태풍 19호 북상에 의한 취소 | 태풍 19호 북상에 의한 취소 | 태풍 19호 북상에 의한 취소 | 메트라이프 돔 |
| 10월 13일(일)                      | 4차전                      | 후쿠오카 소프트뱅크 호크스 | 9 - 3                      | 사이타마 세이부 라이온스   | 메트라이프 돔 |
| 승리팀: 후쿠오카 소프트뱅크 호크스 |                            |                            |                            |                            |               |

#### 1차전
- 10월 9일 - 메트라이프 돔

| 팀 | 1 | 2 | 3 | 4 | 5 | 6 | 7 | 8 | 9 | R | H  | E |
| 소프트뱅크                                                                                                  | 2 | 0 | 0 | 0 | 0 | 0 | 1 | 2 | 3 | 8 | 11 | 0 |
| 세이부 | 0 | 0 | 3 | 0 | 0 | 1 | 0 | 0 | 0 | 4 | 8  | 0 |
| 승리 투수: 가이노 히로시(1-0) 패전 투수: 히라이 가쓰노리(0-1) 홈런: 소프트뱅크 – 유리스벨 그라시알(7회 1점) |   |   |   |   |   |   |   |   |   |   |    |   |

#### 2차전
- 10월 10일 - 메트라이프 돔

| 팀 | 1 | 2 | 3 | 4 | 5 | 6 | 7 | 8 | 9 | R | H  | E |
| 소프트뱅크 | 1 | 1 | 4 | 1 | 0 | 1 | 0 | 0 | 0 | 8 | 13 | 0 |
| 세이부 | 0 | 0 | 0 | 1 | 3 | 0 | 1 | 1 | 0 | 6 | 10 | 0 |
| 승리 투수: 이시카와 슈타(1-0) 패전 투수: 이마이 다쓰야(0-1) 세이브: 모리 유이토(1S) 홈런: 소프트뱅크 – 나카무라 아키라(3회 2점), 유리스벨 그라시알(6회 1점) 세이부 – 도노사키 슈타(4회 1점) |   |   |   |   |   |   |   |   |   |   |    |   |

#### 3차전
- 10월 11일 - 메트라이프 돔

| 팀                                                                                                  | 1 | 2 | 3 | 4 | 5 | 6 | 7 | 8 | 9 | R | H  | E |
| 소프트뱅크                                                                                          | 1 | 2 | 0 | 2 | 0 | 0 | 0 | 0 | 2 | 7 | 14 | 1 |
| 세이부                                                                                              | 0 | 0 | 0 | 0 | 0 | 0 | 0 | 0 | 0 | 0 | 2  | 1 |
| 승리 투수: 센가 고다이(1-0) 패전 투수: 도가메 겐(0-1) 홈런: 소프트뱅크 – 마키하라 다이세이(4회 2점) |   |   |   |   |   |   |   |   |   |   |    |   |

#### 4차전
- 10월 13일 - 메트라이프 돔

| 팀 | 1 | 2 | 3 | 4 | 5 | 6 | 7 | 8 | 9 | R | H  | E |
| 소프트뱅크 | 0 | 0 | 1 | 2 | 0 | 2 | 2 | 0 | 2 | 9 | 17 | 1 |
| 세이부 | 0 | 0 | 0 | 1 | 1 | 1 | 0 | 0 | 0 | 3 | 10 | 2 |
| 승리 투수: 다카하시 준페이(1-0) 패전 투수: 혼다 게이스케(0-1) 홈런: 소프트뱅크 – 이마미야 겐타(3회 1점, 6회 2점, 9회 2점), 유리스벨 그라시알(4회 1점) 세이부 – 에르네스토 메히아(5회 1점), 야마카와 호타카(6회 1점) |   |   |   |   |   |   |   |   |   |   |    |   |

## 수상 선수
- 클라이맥스 시리즈 MVP : 이마미야 겐타(소프트뱅크)

## 같이 보기
- 2019년 센트럴 리그 클라이맥스 시리즈
- 2019년 일본 시리즈